# تروتینا
تروتینا (به چکی: Trotina) یک منطقهٔ مسکونی در جمهوری چک است که در شهرستان تروتنوف واقع شده‌است. تروتینا ۸۲ نفر جمعیت دارد.